# 松崎商店
株式会社松崎商店（まつざきしょうてん）は、文化元年（1804年）に、芝魚籃坂に創業。和菓子の製造・販売を行う老舗企業。煎餅、あられを始めとする米菓、和菓子各種を取り扱っている。
東京銀座5丁目の本店では、1階が販売所、2階は喫茶室となっており四季折々の旬の和菓子などをその場で楽しむことが可能だった。
屋号は「大江戸菓子匠 銀座松崎煎餅」。

## 沿革
- 1804年（文化元年） 5月 松崎惣八 芝にて創業
- 1823年（文保6年）  9月 二代目松崎惣七 家業継承
- 1847年（弘化4年）  1月 三代目松崎宗八 家業継承
- 1865年（慶応元年） 5月 銀座に移店
- 1906年（明治39年） 3月 四代目松崎平太郎 家業継承
- 1922年（大正11年） 8月 五代目松崎房吉 家業継承
- 1923年（大正12年） 9月 関東大震災にて店舗消失
- 1945年（昭和20年） 5月 戦災にて店舗消失
- 1948年（昭和23年） 12月 六代目松崎五男 代表取締役に就任
- 1948年（昭和23年） 12月 株式会社に改組
- 1953年（昭和28年） 11月 新宿伊勢丹に百貨店1号店出店
- 1956年（昭和31年） 11月 渋谷東急東横店出店
- 1957年（昭和32年） 1月 各百貨店、ターミナル等に出店
- 1957年（昭和32年） 5月 佃工場 建設
- 1964年（昭和39年） 5月 松崎ビル 竣工
- 1969年（昭和44年） 5月 勝どきに工場移転
- 1996年（平成8年）  1月 七代目松崎宗仁 代表取締役就任
- 2001年（平成13年） 9月 小松川に工場移転
- 2007年（平成19年） 11月 ブランドリメイク 本店改装
- 2016年（平成28年） 4月 松陰神社前店オープン
- 2017年（平成29年） 2月 銀座5丁目に移転
- 2017年（平成29年） 8月 モトスミ・ブレーメン通り店オープン
- 2018年（平成30年） 5月 八代目松崎宗平 代表取締役社長就任
- 2021年（令和3年）  7月 MATSUZAKI SHOTEN オープン（銀座 松崎煎餅 本店 移転）

## 事務所

### 販売店
銀座本店を中心に、都内百貨店、JR東京駅、羽田空港などに出店。